# Pier Paolo Bianchi
Pier Paolo Bianchi, född den 11 mars 1952 är en italiensk roadracingförare som var aktiv i världsmästerskapen i Grand Prix Roadracing från 1973 till 1989 i 125GP och 80GP. Han blev världsmästare tre gånger i 125GP-klassen. Säsongen 1976 och säsongen 1977 på en Morbidelli samt säsongen 1980 på en MBA. Bianchi tog totalt 27 Grand Prix-segrar varav 24 i 125GP och tre i 80GP.

## Segrar 125GP
| Nr | Grand Prix   | År   |
| -- | ------------ | ---- |
| 1  | Österrike    | 1976 |
| 2  | Italien      | 1976 |
| 3  | Jugoslavien  | 1976 |
| 4  | Holland      | 1976 |
| 5  | Sverige      | 1975 |
| 6  | Finland      | 1976 |
| 7  | Spanien      | 1976 |
| 8  | Västtyskland | 1977 |
| 9  | Italien      | 1977 |
| 10 | Spanien      | 1977 |
| 11 | Frankrike    | 1977 |
| 12 | Jugoslavien  | 1977 |
| 13 | Belgien      | 1977 |
| 14 | Finland      | 1977 |
| 15 | Venezuela    | 1978 |
| 16 | Frankrike    | 1978 |
| 17 | Belgien      | 1978 |
| 18 | Sverige      | 1978 |
| 19 | Sverige      | 1979 |
| 20 | Italien      | 1980 |
| 21 | Spanien      | 1980 |
| 22 | Spanien      | 1985 |
| 23 | Italien      | 1985 |
| 24 | Holland      | 1985 |

## Segrar 80GP
| Nr | Grand Prix | År   |
| -- | ---------- | ---- |
| 1  | Italien    | 1984 |
| 2  | Spanien    | 1984 |
| 3  | San Marino | 1986 |